# Junien du Poitou
Pour les articles homonymes, voir Junien et Saint-Junien.
Ne pas confondre avec Junien du Limousin, autre saint du VIe siècle.
Junien du Poitou est un ermite poitevin du VIe siècle, puis chef de l'une des premières communautés bénédictines de France. Vénéré comme saint par l'Église catholique, il est considéré comme le patron des laboureurs du Poitou.

## Biographie

### Sources
Sa vie ne nous est connue essentiellement que par le récit qu'en fait Wulfin dit Boëce, co-évêque de Poitiers au IXe siècle, lui-même disant se baser sur les écrits d'Aurimond, le disciple et successeur de Junien, qui ont été depuis perdus.

### Origines
Le nom de Junien est typiquement romain (référence à la famille patricienne des Junii), à une époque où la population adopte largement des noms germaniques par imitation des nouveaux conquérants Wisigoths et Francs. Il appartient à une famille de l'ancienne noblesse gallo-romaine, déclassée à la suite des invasions barbares.
Il naît dans le sud du Poitou, les uns disent près de Brioux-sur-Boutonne, plus précisément à Périgné, d'autres à Champagné-le-Sec (mais c'est peut-être par confusion avec un lieu-dit Champagné dans la commune de Périgné).

### Vie en ermite
Dès son jeune âge, Junien s'absente souvent dans la forêt à l'insu de ses parents pour prier et chanter les psaumes dans la solitude.
Arrivé à l'âge adulte, il choisit de partir vivre en ermite. Il se construit une cellule étroite au milieu de la forêt, où il couche sur la cendre, se revêt d'un cilice, se nourrit très frugalement, se laisse pousser la barbe et les cheveux sans les peigner et ne se baigne plus qu'une fois par an.
R.F. Rondier, en se fondant sur les légendes locales, imagine que Junien a vécu d'abord un moment au bois Trapeau de la commune d'Ardilleux où il aurait évangélisé des Taïfales, mais c'est spéculatif.
Il s'installe en tout cas ensuite pendant plusieurs années à Caunay comme ermite, où il christianise une fontaine miraculeuse et la rebaptise Fontadam du nom d'Adam le premier homme.

### Communauté monastique
Jouissant de son vivant d'une réputation de sainteté, il est sollicité par des hommes aspirant à être ses disciples et vivre avec lui à son exemple. Ils l'incitent également à se faire ordonner prêtre. Junien accepte leurs demandes en pleurant. Ils s'installent dans un premier monastère, dans l'actuelle commune de Melleran en un lieu dit Chastinlieu.
Charmés par l'exemple de leur contemporain saint Benoît de Nursie appelant les moines à travailler de leurs mains, Junien et ses disciples entreprennent de travailler aux champs. Ils sont les premiers dans le Poitou à adopter la règle bénédictine.
Au même moment le pays est touché par une épidémie et par la famine. Selon la légende, une femme enceinte souffrant de la faim appelle à l'aide la communauté de saint Junien et dit être prête à se vendre elle-même et son enfant comme serviteurs. Junien lui donne des pièces d'or, lui enjoint d'élever l'enfant pieusement et de lui envoyer quand il arrivera à l'adolescence. Il prophétise qu'il sera son disciple et son successeur. Il s'agit d'Aurimond qui prendra effectivement plus tard la tête de la communauté.
Une autre légende raconte que Junien, voyant un renard s'emparer comme à son habitude d'une de ses poules et de s'enfuir, se met immédiatement à prier à terre. Le renard revient alors et dépose la poule aux pieds du saint, et attend sa punition. Junien lui pardonne, après quoi le renard s'en va et arrête définitivement de nuire au monastère,.
En 559, le roi Clotaire passe dans le Poitou. Junien est accusé d'occuper illégalement des terres royales. Pendant sa comparution, alors qu'il lâche le bâton qu'il avait dans la main, celui reste droit, debout sur le pavé, sans aucun soutien. Cela interpelle le roi qui y voit un signe de sainteté. Il fait don à Junien d'un domaine plus grand où établir son monastère, à Mairé-Levescault.

### Mort et postérité

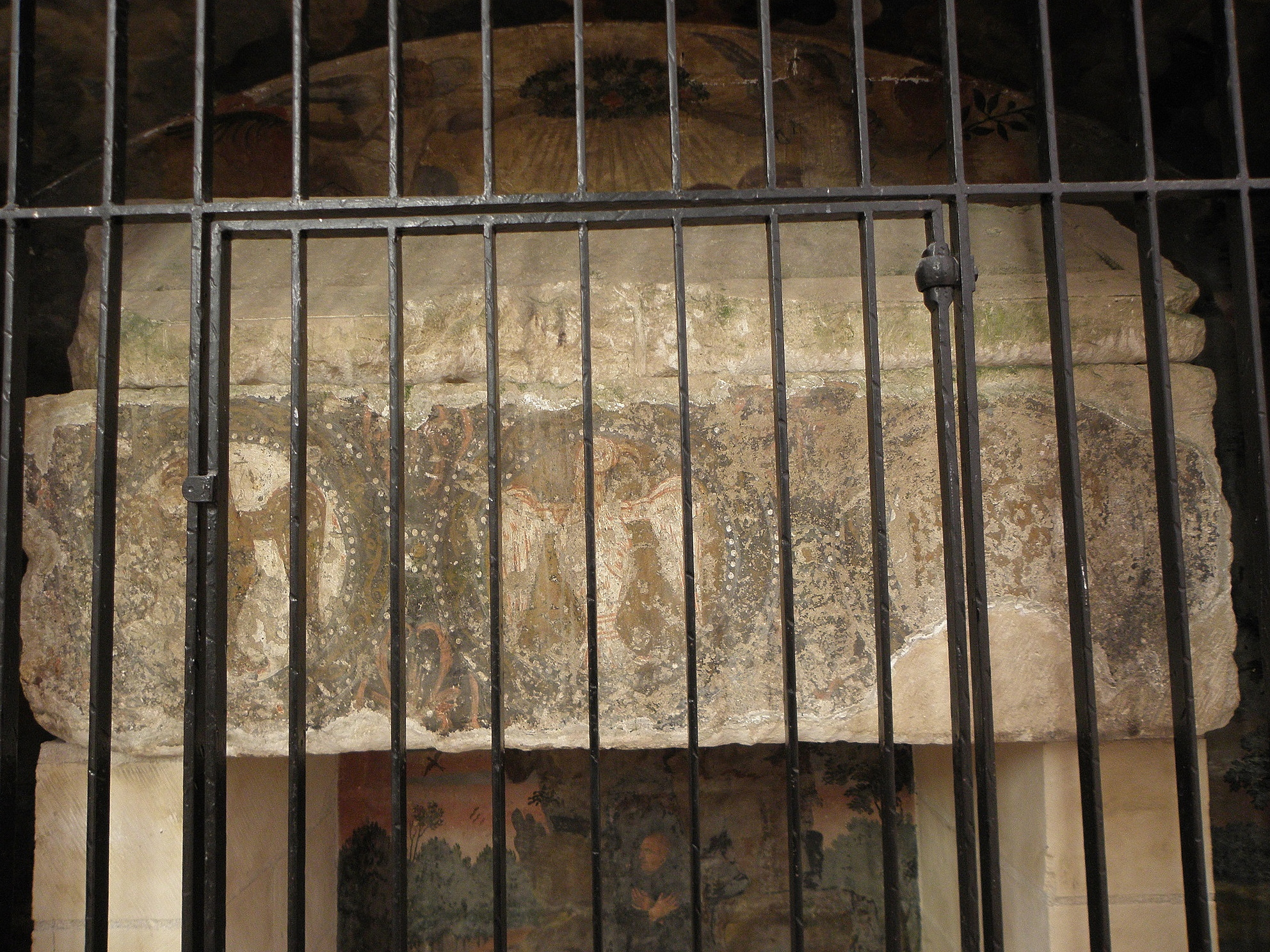
Châsse de Saint-Junien.

Saint Junien est un ami de sainte Radegonde, épouse du roi Clotaire partie fonder l'abbaye Sainte-Croix à Poitiers, avec laquelle il entretient des échanges épistolaires. Radegonde confectionne elle-même un cilice en poil de chèvre pour Junien, qui lui offre en retour une chaîne qu'elle porte sur sa peau comme mortification. Ces deux objets sont encore vénérés comme reliques plusieurs siècles après, mais ont depuis disparu.
Selon la légende, Junien et Radegonde auraient chacun demandé à sa communauté au jour de sa mort d'avertir immédiatement l'autre afin qu'il prie pour son âme. Or, tous les deux meurent exactement le même jour, le 13 août 587.
Aurimond prend la tête du monastère de Mairé-Levescault, qui continue d'exister pendant en temps, mais est dévasté lors des guerres, et passe sous la tutelle de celui (également bénédictin) de Nouaillé-Maupertuis. En 830, l'abbaye de Nouaillé-Maupertuis prend le nom de Saint-Junien et fait déplacer le tombeau du saint dans son abbatiale.
Ses reliques y sont toujours conservées dans l'église abbatiale de Nouaillé-Maupertuis, dans un sarcophage d'époque carolingienne décoré de fresques représentant des aigles.

## Culte
Junien du Poitou est vénéré comme saint par l'Église catholique (et est également reconnu par l'Église orthodoxe car antérieur au schisme). Il est considéré comme le patron des laboureurs du Poitou. Il était fêté individuellement le 13 août, même jour que sainte Radegonde. Mais aujourd'hui le diocèse de Poitiers le fête le 13 novembre conjointement avec tous les autres saints moines et ermites du Poitou.
Outre l'abbatiale de Nouaillé-Maupertuis, il existe notamment une église dédiée à saint Junien à Lusignan, ainsi qu'à Ardilleux, à La Chapelle-Pouilloux, à Lizant et à Sauzé-Vaussais. Il est également représenté sur un vitrail de l'église de Chaunay.